# Nour El-Refai

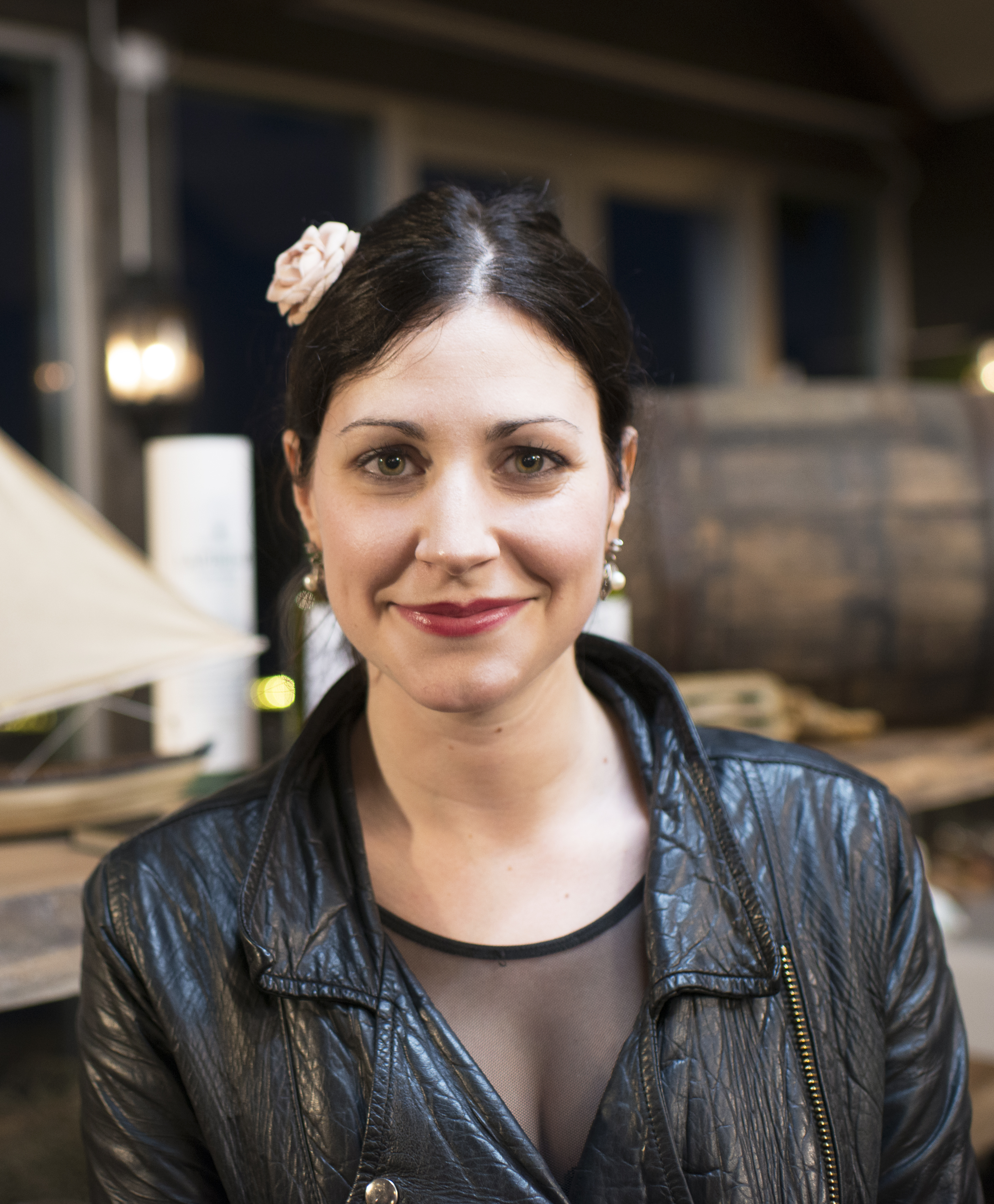
Nour El-Refai (2014)

Nour El-Refai (* 14. November 1987 im Libanon) ist eine schwedische Schauspielerin, Fernsehmoderatorin, Autorin und Komikerin libanesisch-syrischer Herkunft.

## Leben
Als sie ein paar Monate alt war, zog sie mit ihrer Mutter nach Schweden. Sie lebte in Lund und besuchte dort die Schule Spyken.
El-Refai spielte 2009 in der Fernsehserie Ballar av stål mit. 2014 war sie zusammen mit Anders Jansson einer der beiden Moderatoren beim schwedischen Vorentscheid zum Eurovision Song Contest 2014.
2014 war sie in dem Film Something Must Break zu sehen. Drei Jahre später wirkte sie im Musikvideo Too Late der Rockband Dead Lord mit.